# Степпе, Кенни
Кенни Степпе (нидерл. Kenny Steppe; 14 ноября 1988, Антверпен, Бельгия) — бельгийский футболист, вратарь. Лучший вратарь Бельгии (2007).

## Клубная карьера
В юношеском возрасте играл за «Беерсхот», однако через некоторое время перешёл в «Антверпен».
Первым клубом в профессиональной карьере Кенни стал родной «Беерсхот», в который он вернулся в 2006 году свободным агентом. 3 февраля 2007 в дебютном матче против «Монс», заменив основного вратаря команды, лечившего свою травму.
В сезоне 2007/08 молодой Стиппе держал свои ворота в неприкосновенности 6 матчей подряд, благодаря чему стал одним из главных открытий чемпионата Бельгии и получил награду вратаря года в Бельгии.
В последнюю неделю летнего трансферного окна 2008 года сменил клубную прописку на клуб Эредивизи «Херенвен»: в обратном направлении отправился Сильвио Прото. Игроком также интересовался лондонский «Челси», но до конкретных предложений дело так и не дошло.
По-настоящему раскрыться вратарю помешали многочисленные травмы, и в 2013 году он стал игроком «Васланд-Беверен». В период с 2015 по 2017 года играл в «Зюлте-Варегем». Выйти на прежний уровень игроку так и не удалось. С 2017 года выступает за клуб «Сент-Трюйден».

## Достижения

### Командные
- Обладатель Кубка Нидерландов: 2009
- Обладатель Кубка Бельгии: 2016/17[3]